# Грото, Луиджи
Луиджи Грото (итал. Luigi Groto), по прозванию Слепец Адрии (итал. Cieco d'Adria/Hadria; 7 сентября 1541 или 1541, Адрия, Венеция — 13 декабря 1585, Венеция) — итальянский слепой оратор, поэт, лютнист, драматург и актёр.
Грото потерял зрение через восемь дней после рождения. Изучал философию и литературу, с 15 лет ораторствовал перед публикой. Исполнял роль слепого Тиресия в постановках трагедии Софокла «Царь Эдип».

## Издания
Грото перевёл первую песню Илиады октавами, писал трагедии, комедии, лирические стихотворения, оставил собрание писем и речей и т. д.
- «Речи» (Orazione, Orationi volgari et gelatin, Венеция, 1586);
- пасторальная драма «Каллисто» (La Calisto, В., 1575);
- трагедии:
  - «Адриана» (La Hadriana, В., 1582) — сюжет о Ромео и Джульетте;
  - «Далида» (La Dalida, В., 1583);
  - «Исаак» (Isac, Rappresentation Nuova, В., 1607);
- комедии:
  - «Эмилия» (La Emilia, В., 1572);
  - Il Thesoro, В., 1583;
  - La Alteria, В., 1587;
- Delle Rime, В., 1587.